# كأس البوسنة والهرسك 2016–17
كأس البوسنة والهرسك 2016–17 هو موسم من كأس البوسنة والهرسك. أقيم خلال الفترة 21 سبتمبر 2016 وحتى 17 مايو 2017، وأشرف على تنظيمه اتحاد البوسنة والهرسك لكرة القدم، وكان عدد الأندية المشاركة فيه 32، وفاز فيه نادي شيروكي برييغ.